# مايك ويلسون (لاعب كرة قدم أمريكية)
مايك ويلسون (بالإنجليزية: Mike Wilson)‏ هو لاعب كرة قدم أمريكية أمريكي، ولد في 19 ديسمبر 1958 في لوس أنجلوس في الولايات المتحدة.

## وصلات خارجية
- مايكل ويلسون على موقع مرجع كرة القدم المحترفة.كوم (الإنجليزية)